# 安曦
安曦（1579年12月17日—1624年），字玄暐，號元旭，山東濟南府長山縣人，校尉籍，明朝政治人物。

## 生平
萬曆二十八年（1600年）庚子科山东乡试第六十名舉人，三十五年（1607年）丁未科進士，任大同縣知縣，因敬候御史不周謫為均州通判，分校湖廣鄉試，遷蘇州府推官。丁艱服闋後任鎮江府推官，裁免水陆额外一切使费，署常州府，力革织造羡金。晋工部主事，督神庙陵工，极力节省，尝赐金以奖其劳。官至工部员外郎，督惠王府工期間病卒。

## 家族
曾祖安延年，壽官。祖父安宇，壽官。父安二南，恩例冠帶。母劉氏。具庆下。兄安思（知县）、安堵、安昉、安曙。